# 40 zelenih slonov
40 zelenih slonov je slovenska otroška humoristična serija iz leta 1981, ki se je predvajala na prvem programu TV Ljubljana.  
Upokojeni cirkuški direktor in bivši klovn Albert bi rad imel na stenah svojega majhnega stanovanja 40 zelenih slonov. Gre k slikarju otroških slikanic, ki ne zna slikati brez zgodbe. Ko Albert išče zgodbo, gledalec spozna številno in nenavadno slikarjevo družino ter več fantazijsko bogatih pravljic.

## Produkcija
Posneli so jo poleti 1980.

## Epizode
| #  | Naslov                | Datum predvajanja |
| -- | --------------------- | ----------------- |
| 1. | 40 zelenih slonov     | 1. april 1981     |
| 2. | Velikani              | 8. april 1981     |
| 3. | Velikanovi kanarčki   | 15. april 1981    |
| 4. | Leteči zajci          | 21. april 1981    |
| 5. | Vrt zelenih zmajev    | 29. april 1981    |
| 6. | Sloni so lahko hruške | 6. maj 1981       |
| 7. | Sloni se vrnejo       | 13. maj 1981      |

## Zasedba
- Branko Miklavc: Albert
- Janez Hočevar
- Dare Ulaga
- Angela Hlebce
- Marjeta Gregorač
- Jure Levstek
- Milena Janežič
- Danica Harjač
- Damjan Cavazza
- Sebastijan Cavazza

## Ekipa
- scenarij: Franček Rudolf
- TV adaptacija in režija: Jurij Souček in Zoran Lesić - Vukotić
- montaža: Rudi Križanič
- scenografija: Jože Spacal
- kostumografija: Marija Kobi
- glasba in songi: Črt Škodlar (uvodni song poje Jurij Souček)
- risbe: Marjan Manček
- fotografija: Sandi Videnšek
- snemalec: Janez Kališnik
- maska: Gabrijela Fleischman
- producent: Marcel Buh
- redakcija: Milena Ogorelec
- lektorica: Marta Pestator
- ton: Tone Žerovnik in Emil Leban
- trik: Ludvik Burnik
- grafična oprema: Jože Kristan